# هامور هامشي
الهامور الهامشي أو هامور أقتم أو هامور أصفر البطن (الاسم العلمي Epinephelus marginatus)، نوع سمك كبير القد من الهامور وفصيلة القرفصية. وهو أحد أشهر أنواع الهامور في بحر الأبيض المتوسط.